# Ubyszówka
Ubyszówka (dawn. Ubyszyn) – północna, peryferyjna część miasta Bełchatowa w Polsce, w województwie łódzkim, w powiecie bełchatowskim. Rozpościera się w rejonie ulicy Dolnej, przy granicy z Dobrzelowem.

## Historia
Ubyszyn to dawniej część folwarku Dobrzelów, należącego od reformy gminnej w 1867 roku do gminy Bełchatówek w powiecie piotrkowskim w guberni piotrkowskiej. Od 1919 w woj. łódzkim. 
1 stycznia 1925 Ubyszyn wyłączono wraz z Bełchatowem i innymi miejscowościami z gminy Bełchatówek i włączono do restytuowanego miasta Bełchatów.